# Ingwiller
Ingwiller település Franciaországban, Bas-Rhin megyében. Lakosainak száma 3993 fő (2022. január 1.). Ingwiller Niedersoultzbach, Bischholtz, Lichtenberg, Menchhoffen, Obersoultzbach, Rothbach, Schillersdorf, Sparsbach, Weinbourg és Wimmenau községekkel határos.

## Népesség
A település népességének változása:
| Lakosok száma | 4189 | 4106 | 4102 | 4064 | 4057 | 4048 | 4029 | 4011 | 3993 |
|               | 2013 | 2015 | 2016 | 2017 | 2018 | 2019 | 2020 | 2021 | 2022 |